# Coba coba remixed
Coba Coba remixed es el cuarto álbum de la banda peruana Novalima.

## Lista de canciones
| N.º | Título                                                      | Duración |  |
| 1.  | «Tumbala (Da Lata Remix)»                                   | 05:21    |  |
| 2.  | «Ruperta (Zeb Remix)»                                       | 05:02    |  |
| 3.  | «Coba Guarango (Toni Economides Remix)»                     | 06:37    |  |
| 4.  | «Yo Voy (Faze Action Remix)»                                | 04:56    |  |
| 5.  | «Bomba»                                                     | 03:43    |  |
| 6.  | «Tumbala (Oreja Remix)»                                     | 06:11    |  |
| 7.  | «Yo Voy (Seiji Remix)»                                      | 04:58    |  |
| 8.  | «Africa Landó (Boozoo Bajou Remix)»                         | 05:14    |  |
| 9.  | «Camote (Toni's Dub)»                                       | 02:59    |  |
| 10. | «Ruperta (DJ Spam Remix)»                                   | 02:54    |  |
| 11. | «Se Me Van (EarthRise "Bedouin Breakdown" Remix)»           | 05:36    |  |
| 12. | «Tumbala (StreamerPilot's ¡Azu Madre! Remix)»               | 05:06    |  |
| 13. | «Bomba (Coba Soundsystem Mix)»                              | 05:45    |  |
| 14. | «Yo Voy (Daniel Haaksman Remix)»                            | 05:07    |  |
| 15. | «BONUS: Coba Guarango (Toni Economides Instrumental Remix)» | 06:36    |  |

- Datos: Q5138682